# SoHo (revista)
SoHo (acrónimo de Solo Hombres) es una revista de entretenimiento colombiana fundada en 1999 por Isaac Lee y Felipe Jaramillo, entre otros. SoHo es una publicación dirigida al público masculino y reconocida por la publicación de fotografías softcore y de erotismo femenino.

## Contenido
El contenido editorial de la revista incluye artículos de autores latinoamericanos y diversos temas de interés para el público masculino. Esto la hace participar en el segmento de mercado que oscila entre la revista Playboy y Maxim, además de la nacional revista Don Juan surgida posteriormente. Se considera la revista con segundo mayor tiraje en Colombia después de TVyNovelas.[cita requerida]
Desde 2020, la publicación dejó de aparecer mensualmente de (enero a diciembre) y pasó a ser bimestral.  
La revista circula aparte de Colombia en los países Ecuador, Panamá, México, Argentina, Costa Rica y Perú
Debido a la crisis económica por la pandemia del covid-19, dejó de circular la edición impresa de la revista y migró al formato digital. Su última edición en físico (N°232) recopiló la antología las mejores portadas, fotografías y reportajes publicadas en los últimos 20 años; posteriormente se hizo dos ediciones especiales en formato físico, en noviembre de 2022 con ocasión del Mundial de Futbol (N°233) cuya portada fue el futbolista Luis Díaz y en 2023 sobre el ciclismo y los ciclistas de Colombia.

## Columnistas
| Nombre                | Columna                 |
| --------------------- | ----------------------- |
| Antonio García Ángel  | «El Erizo»              |
| Eduardo Arias         | «Arsenal de palabras»   |
| Antonio García Ángel  | «E-Mail»                |
| Gustavo Gómez Córdoba | «Miembro De Número»     |
| Esperanza Gómez       | «Consejos de género»    |
| Marcelo Birmajer      | «Consultorio de género» |

## Polémicas
Al ser la primera revista nacional pensada en el público masculino, desde sus inicios se caracterizaba por presentar desnudos sugerentes de reconocidas mujeres del país; esto significó un fuerte impacto en el segmento de revistas, pues hasta la aparición de SoHo ninguna revista nacional se había atrevido a publicar este tipo de imágenes. Con los años se volvió un referente cultural el esperar a que una mujer que ganara fama y reconocimiento nacional fuera portada de la revista o incluso adquirir dicha fama y relevancia nacional a través de posar desnuda para la revista.
En la Edición N.º 40 de la revista, se incluía un reportaje de la modelo y presentadora Carolina Cruz, donde hablaba abiertamente de su vida sexual. Dicho artículo nunca se publicó a petición de la modelo por decir sentirse incómoda con las declaraciones dadas. Como al momento de tomar esta determinación la revista ya estaba imprimiéndose, la revista salió a circulación con las hojas en blanco donde aparecía el reportaje. Dicha medida fue tomada de diferentes formas por el público en general. Esta edición también se caracterizó por ser la primera vez en que una modelo mostraba directamente sus senos (topless) en la portada de la revista.
En la edición N.º 64 de la revista, la modelo y presentadora Alejandra Azcárate posó desnuda en varias fotos que hacían alusión directa a Jesús, entre ellas una en la que estaba rodeada de 12 hombres, haciendo un alusión al cuadro La Última Cena de Leonardo da Vinci. Además, la galería iba acompañada de un artículo escrito por Fernando Vallejo ácidamente crítico contra la iglesia católica. Por tales motivos, la revista fue demandada por un grupo católico por atentar contra la moral pública e imágenes religiosas. La revista apeló al inalienable derecho de la libertad de expresión y el fallo terminó favoreciendo la revista.
En abril de 2010 la cantante de música popular, Marbelle protagonizó una serie de fotos desnuda presentan imágenes "típicamente colombianas" en el cual pretendía realzar las costumbres nacionales a nivel de imagen, sin embargo ella presentó unas fotos emulando imágenes del Sagrado Corazón de Jesús y del Divino niño del Veinte de Julio de Bogotá con el torso desnudo, ocasionando la ira de seguidores y de gente creyente de la iglesia católica por haber vulnerado la imagen más sagrada del catolicismo, para el momento de escribirse este párrafo no se habían recibido amenazas de demandas por parte de grupos religiosos o de medios de comunicación ante la justicia colombiana.

### Escándalo de pornografía infantil y Daniel Samper Ospina
Cuando Daniel Samper Ospina era director de la revista SoHo publicó fotografías de dos menores de edad, una de 16 y otra de 17

La pornografía infantil fue denunciada ante procuraduría, Fiscalía de Colombia y el ICBF. El senador Álvaro Uribe acusó a la revista de pornografía infantil cuando en la revista aparecieron las fotos desnudas de la modelo Linda Salamanca, que para el momento de tomarse las fotos tenía 15 años. Además también en la revista aparecieron las fotos de la modelo Nataly Correa que en el momento en que se tomaron las fotografías también era menor de edad.

### Escándalo con los niños y los sacerdotes
La Procuraduría consideró que el artículo de la revista «Dejad que los niños vengan a mí» incurre en pornografía infantil porque en él se exponen a niños desnudos que posan junto con adultos vestidos de sacerdotes.

Violan las leyes los violadores que se agazapan en unas sotanas para violar niños; no las obras que denuncian esa realidad
Daniel Samper Ospina al ser consultado por El Tiempo

Samper admitió que las fotos no fueran producidas por la revista sino por el fotógrafo Mauricio Vélez.